# Aristolochia argyroneura
Aristolochia argyroneura là một loài thực vật có hoa trong họ Aristolochiaceae. Loài này được Hoehne ex Uribe mô tả khoa học đầu tiên năm 1955.